# Faruq al-Qadumi

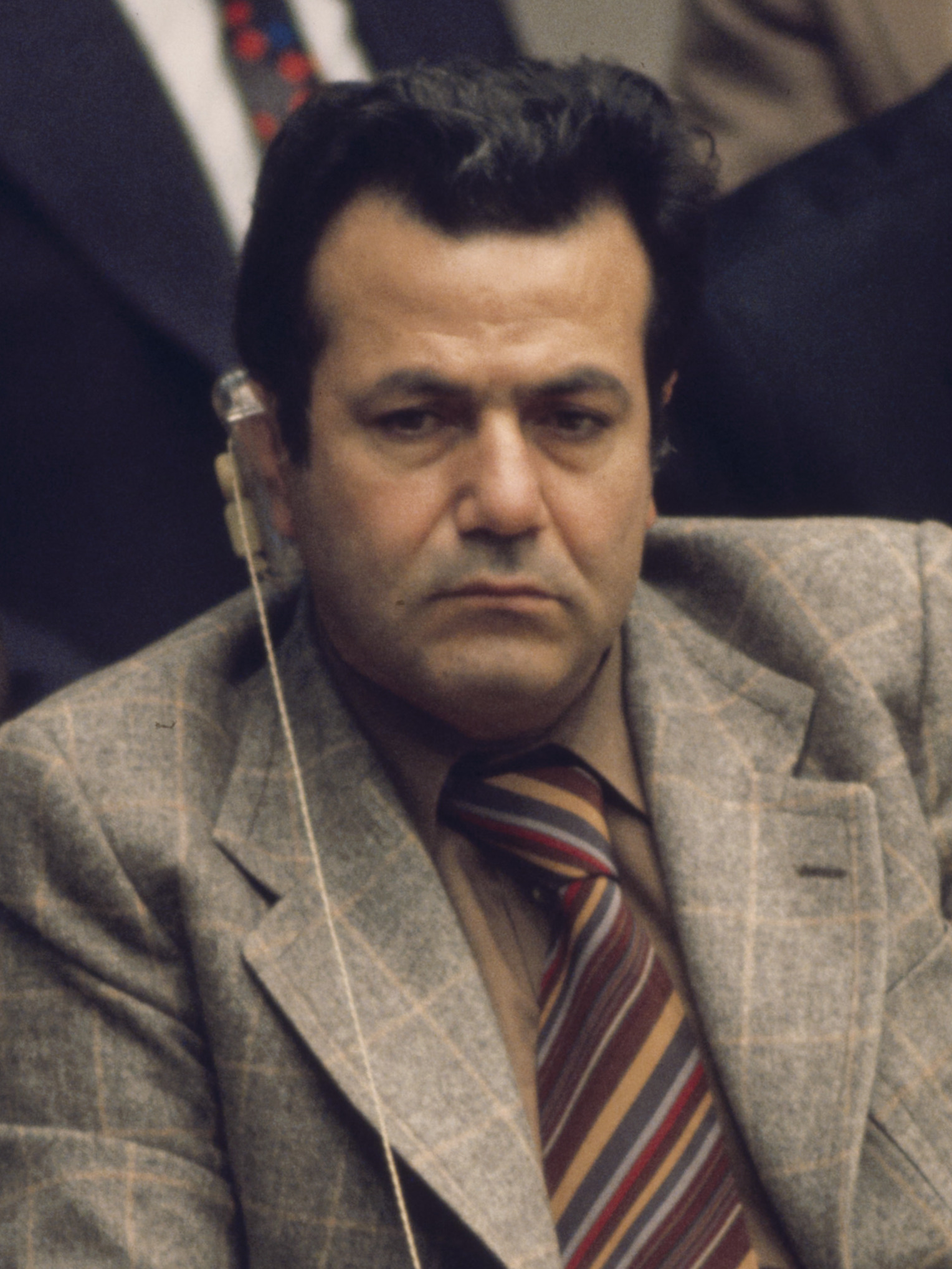

Faruq al-Qadumi (arabisch فاروق القدومي, DMG Fārūq al-Qadūmī, auch bekannt als Abu l-Lutf; * 10. August oder 18. August 1931 bei Nablus; † 22. August 2024 in Amman) war Außenminister der PLO und lebte in Tunis.

## Leben
Al-Qadumi wuchs in Jaffa auf, von wo er mit seiner Familie im Palästinakrieg 1948 floh. Seinen Schulabschluss machte er im Libanon, und er wurde Mitglied der Baath-Partei. Von 1954 bis 1958 studierte er in Kairo Wirtschafts- und Politikwissenschaften. 
Er gehörte 1959 zu den Gründern der Fatah und wurde 1967 Leiter des Geheimdienstes.
Seit dem Tod von Jassir Arafat war al-Qadumi auch Generalsekretär der Fatah. Er gehörte zu den schärfsten Kritikern von Mahmud Abbas.